# Disney's Chicken Little: Ace in Action
Disney's Chicken Little: Ace in Action es un videojuego multiplataforma basado en el final de la película de animación por computadora del 2005, Chicken Little. 

## Sinopsis
Inspirado por el "superhéroe del film dentro de la película" en el final, Disney's Chicken Little: Ace in Action caracteriza a Ace, el superhéroe de Chicken Little y en las versiones de Hollywood de la mítica banda de amigos: Runt, Abby y Fish-Out-of-Water. La tripulación de la batalla intergaláctica de la Batalla Galpón pelean otra vez contra Foxy Loxy y su malvada amazónica pateadora, Goosey Loosey, quienes tienen un plan malvado con acabar con la Tierra. La batalla de los robots alienígenas directo a niveles múltiples cruzando el sistema solar y combatir a tus enemigos en uno de los tres distintos modos del gameplay: Ace en una base como un soladado, Runt como el conductor de un tanque armado o Abby como la piloto de una nave espacial. El original Chicken Little y sus amigos Abby, Runt y Fish son conocidos de la película donde son caracterizados en escenas cortas completamente del juego.
- Datos: Q20675858